# Catorze regions de Roma

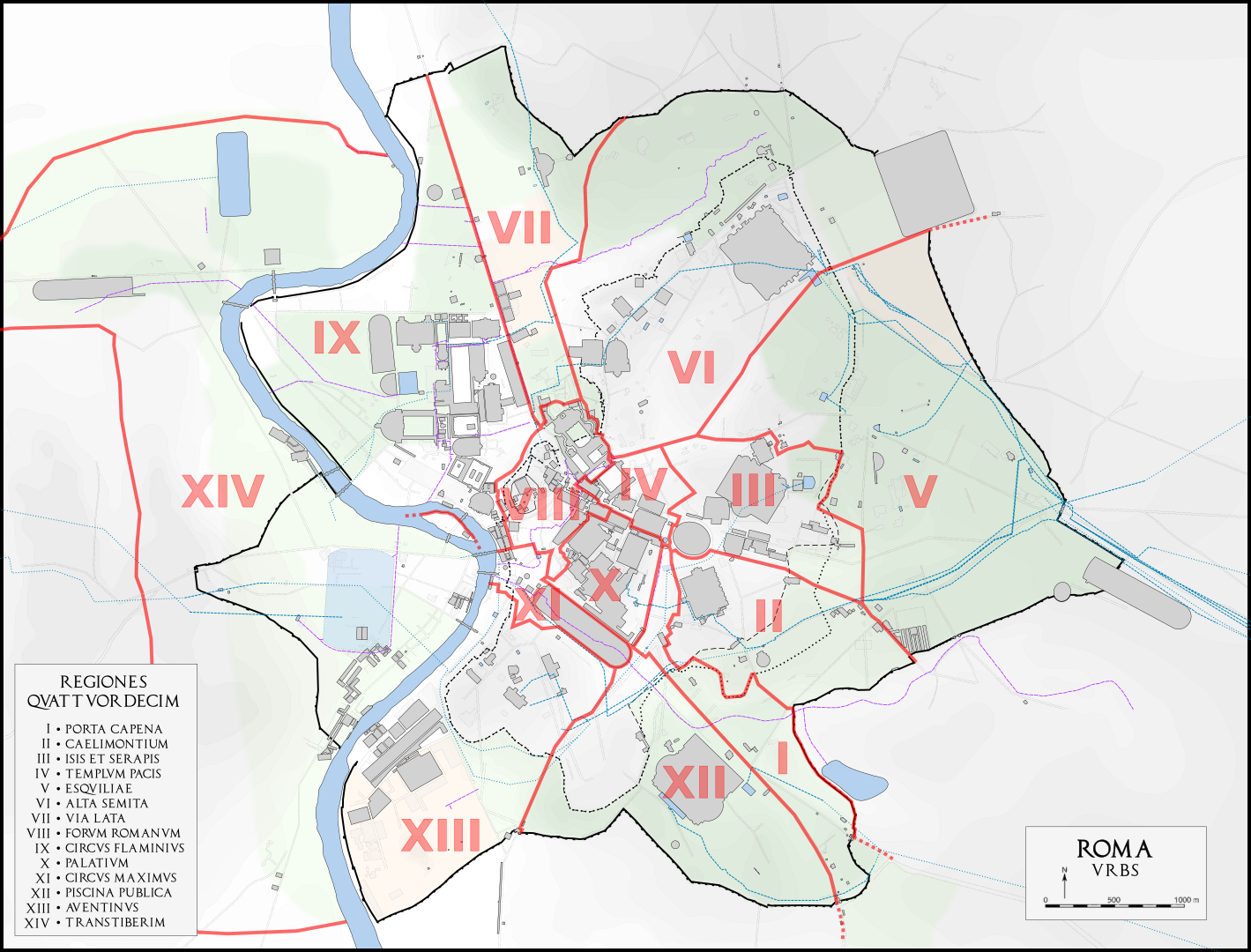
Plànol de la ciutat de Roma amb les catorze regions

Les catorze regions de la ciutat de Roma (en llatí: regiones quattuordecim) eren cada una de les divisions amb què August va organitzar Roma l'any 7 aC. Estaven dividides en vici, i es van mantenir fins al segle vii. Els límits de cada regió es coneixen, pel que fa al segle iv, pel contingut dels catàlegs regionaris, uns inventaris sobre els monuments de la ciutat. Segons Suetoni:
| «                                              | Va dividir el territori de la ciutat en regions i barris [vici] i va establir que les regions fossin administrats per magistrats anuals que s'elegien per sorteig, i cadascun dels vicus per magistrats elegits entre la plebs del barri. | » |
| — Suetoni. Vides dels dotze cèsars: August, 30 | |   |

Els magistri vicorum, encarregats de cada vicus, eren elegits entre els ciutadans. Inicialment n'hi havia quatre per cada vicus, i més tard van arribar a quaranta. Als magistri vicorum es van afegir dos curatores per cada una de les regions. Aquests magistrats tenien competències en temes religiosos i administratius.

## Les regions
Inicialment, les regions es van conèixer per una xifra, i més tard per la topografia o pel nom dels monuments que es trobaven al seu territori. Eren les següents:

### RegioI:Porta Capena
La primera regió va prendre el nom d'una de les portes de la Muralla Serviana, la Porta Capena, per on arribava a Roma la Via Àpia. La regió s'estenia tot al llarg de la vall entre el turó Palatí i el Celi fins a la Meta Sudans, on confluïen els límits de les regiones I, II, III, IV i X. Després seguia la vall al sud del mont Celi fins a la muralla Aureliana entre la Porta Àpia i la Porta Metrònia. Limitava al nord amb les regiones III i IV, a l'oest amb les regiones X i XIII, al sud amb la regio XII i a l'est amb la regio II.

### RegioII:Caeliomontium
Aquesta regio ocupava la major part del turó anomenat Celi, un dels set turons de Roma. S'estenia des del Temple de Claudi fins a la muralla Aureliana, i delimitada per la Via Llatina i la via Tusculana.

### RegioIII:Isis et Serapis
Prenia el nom d'un temple dedicat a Isis i a Serapis situat a la via Labicana. Incloïa la vall on hi havia el Colosseu i el mont Opi, un dels cims de l'Esquilí.

### RegioIV:Templum Pacis
Va prendre el nom del conjunt monumental del Temple de la Pau, construït per l'emperador Vespasià. Comprenia la Vèlia, un turó entre el Palatí i l'Opi i la vall entre l'Esquilí i el Viminal, amb el barri popular de Subura.

### RegioV:Esquiliae
Prenia el nom de l'Esquilí i comprenia part del mont Opi i del Cispi, dues elevacions de l'Esquilí i l'extensa plana situada davant de la muralla Serviana.

### RegioVI:Alta Semita
Prenia el nom de la via Alta Semita que discorria per la carena del turó del Quirinal. L'incloïa totalment i el veí turó del Viminal.

### RegioVII:Via Lata
La setena regio, anomenada Via Lata prenia el nom d'un tram de la via Flamínia que es trobava entre la Muralla Serviana i la muralla Aureliana, convertida en un carrer. Correspondria a l'actual Via del Corso. Incloïa la part de la plana del Camp de Mart a l'est del carrer, i també el collis hortulorum, anomenat posteriorment Mons Pincius, l'actual Pincio.

### RegioVIII:Forum RomanumoForum Magnum
Aquesta era la regio central de Roma, i englobava la vall entre el Palatí i el turó Capitolí. Allà hi va haver la primera plaça pública de la ciutat, el Fòrum Romà. També hi havia en aquesta regio la conca hidrogràfica entre la Vèlia i el Palatí, fins a l'Arc de Titus i el temple de Venus i Roma, amb el turó del Capitoli.

### RegioIX:Circus Flaminius
Ocupava tot el territori entre la muralla Serviana, la via Flamínia i el Tíber.

### RegioX:Palatium
Estava formada pel Palatí, dins dels límits del primitiu pomerium, que Tàcit descriu.

### RegioXI:Circus Maximus
El seu nom provenia del Circ Màxim, que ocupava la vall entre el Palatí i l'Aventí. També incloïa el Velabrum i les zones adjacents dels fòrums Boarium i Holitorium.

### RegioXII:Piscina Publica
S'anomenava així perquè tenia dins dels seus límits uns banys públics que van desaparèixer al final de l'època Imperial. També en formava part la banda oriental de l'Aventí, i la delimitava la via Àpia, la Regio I, la muralla d'Aurelià, el vicus on hi havia la porta Raudusculana i un altre vicus, el de les Piscinae Publicae amb les Termes de Caracal·la.

### RegioXIII:Aventinus
Comprenia l'Aventí i la plana que s'estenia als seus peus al llarg del riu Tíber, on hi havia l'Emporium, el primer port fluvial de la ciutat.

### RegioXIV:Transtiberim
D'aquesta regio en formava part l'illa Tiberina i els barris de la ciutat situats més enllà del Tíber, d'on prové l'actual nom del barri del Trastevere.